# Roeselia castigata
Roeselia castigata är en fjärilsart som beskrevs av Paul Dognin. Roeselia castigata ingår i släktet Roeselia och familjen trågspinnare. Inga underarter finns listade.